# 天主教烏干達軍中教長區
天主教烏干達軍中教長區（拉丁語：Ordinariatus Militaris Uganda）是烏干達一個天主教的軍中教長區，直屬聖座，負責牧養信奉天主教的烏干達軍人及其家眷。
1964年1月20日成立軍中代牧區，1986年7月21日被升為教長區。現任教長為雅各伯·奧當戈。